# Aleksandrovo, Veliko Tărnovo
Aleksandrovo (în bulgară Александрово) este un sat în comuna Sviștov, regiunea Veliko Tărnovo,  Bulgaria. 

## Demografie
Componența etnică a satului Aleksandrovo
     Bulgari (77,98%)
     Romi (3,66%)
     Turci (4,58%)
     Nicio identificare (13,76%)
La recensământul din 2011, populația satului Aleksandrovo era de 218 locuitori. Din punct de vedere etnic, majoritatea locuitorilor (77,98%) erau bulgari, existând și minorități de turci (4,58%) și romi (3,66%). Pentru 13,76% din locuitori nu este cunoscută apartenența etnică.